# Симсала Гримм
Симсала Гримм (нем. SimsalaGrimm) — немецкий мультсериал, созданный в 1999 году компанией Greenlight Media AG по мотивам известных сказок братьев Гримм

## Сюжет
В каждой серии мультсериала рассказывается одна сказка братьев Гримм, в которой принимают непосредственное участие два волшебных существа — хитрый, озорной, и шаловливый весельчак Йо-Йо, а также учёный доктор Крок (называющий себя также философом и книголюбом). Также в некоторых сериях их сопровождают мыши и птицы. Попадая на волшебной книге в центр действий одной из сказок, уже скоро они помогают её героям, при этом никогда не меняя исход сказки, а лишь подталкивая их к необходимым действиям.

### Сезон 1
1. Храбрый портняжка
2. Мальчик-с-пальчик
3. Гензель и Гретель
4. Чёрт с тремя золотыми волосами
5. Шестеро слуг
6. Ловкий вор
7. Рапунцель
8. Король Дроздобород
9. Сказка о том, кто ходил страху учиться
10. Румпельштильцхен
11. Кот в сапогах
12. Братец и сестрица
13. Бременские музыканты
14. Красная Шапочка
15. Столик-сам-накройся, золотой осёл и дубинка из мешка
16. Верный Иоганн
17. Хрустальный шар
18. Синяя свеча
19. Золушка
20. Белоснежка
21. Спящая красавица
22. Шесть лебедей
23. Гусятница у колодца
24. Король-лягушонок или Железный Генрих
25. Гусятница
26. Волк и семеро козлят

### Сезон 2
1. Джек и бобовый стебель
2. Ослиная шкура
3. Заяц и Ёж
4. Старый султан
5. Госпожа Метелица
6. Три поросёнка
7. Четверо искусных братьев
8. Конкурс мастеров
9. Соловей императора
10. Красавица и чудовище
11. Двенадцать танцующих принцесс
12. Ганс в счастье
13. Маленький Мук
14. Три медведя
15. Аладдин
16. Калиф-аист
17. Барабанщик
18. Беляночка и Розочка
19. Медвежатник
20. Русалочка
21. Пиноккио
22. Железный Ганс
23. Новое платье короля
24. Йоринда и Йорингель
25. Поющий и прыгающий львиный жаворонок
26. Три пёрышка